# Cyrtinus mockfordi
Cyrtinus mockfordi är en skalbaggsart som beskrevs av Henry Fuller Howden 1959. Cyrtinus mockfordi ingår i släktet Cyrtinus och familjen långhorningar. Inga underarter finns listade i Catalogue of Life.